# Jann Mardenborough
Jann Mardenborough, né le 9 septembre 1991 à Darlington, est un pilote automobile britannique. En 2011, il devient le troisième et plus jeune vainqueur de la compétition GT Academy, battant 90 000 participants.

## Biographie

### Enfance (1991-2011)
Certaines sources du monde du sport automobile ont avancé que Jann Mardenborough a fait des années de karting dans sa jeunesse, mais ceci s'est révélé faux. Pour rétablir la vérité, Jann Mardenborough explique qu'il est monté sur le circuit de karting de sa région un total de six fois en une année, quand il avait 10 ans.
Plusieurs années plus tard, à l'âge de 19 ans, Jann Mardenborough fait des études pour devenir architecte d'intérieur. Mais il prend connaissance de la GT Academy, challenge organisé par Nissan sur le jeu Gran Turismo 5 sur PlayStation 3,. Il fait partie des vainqueurs de cette GT Academy et est embauché par Nissan pour son programme en GT,.

### Débuts en compétition (2012-2014)

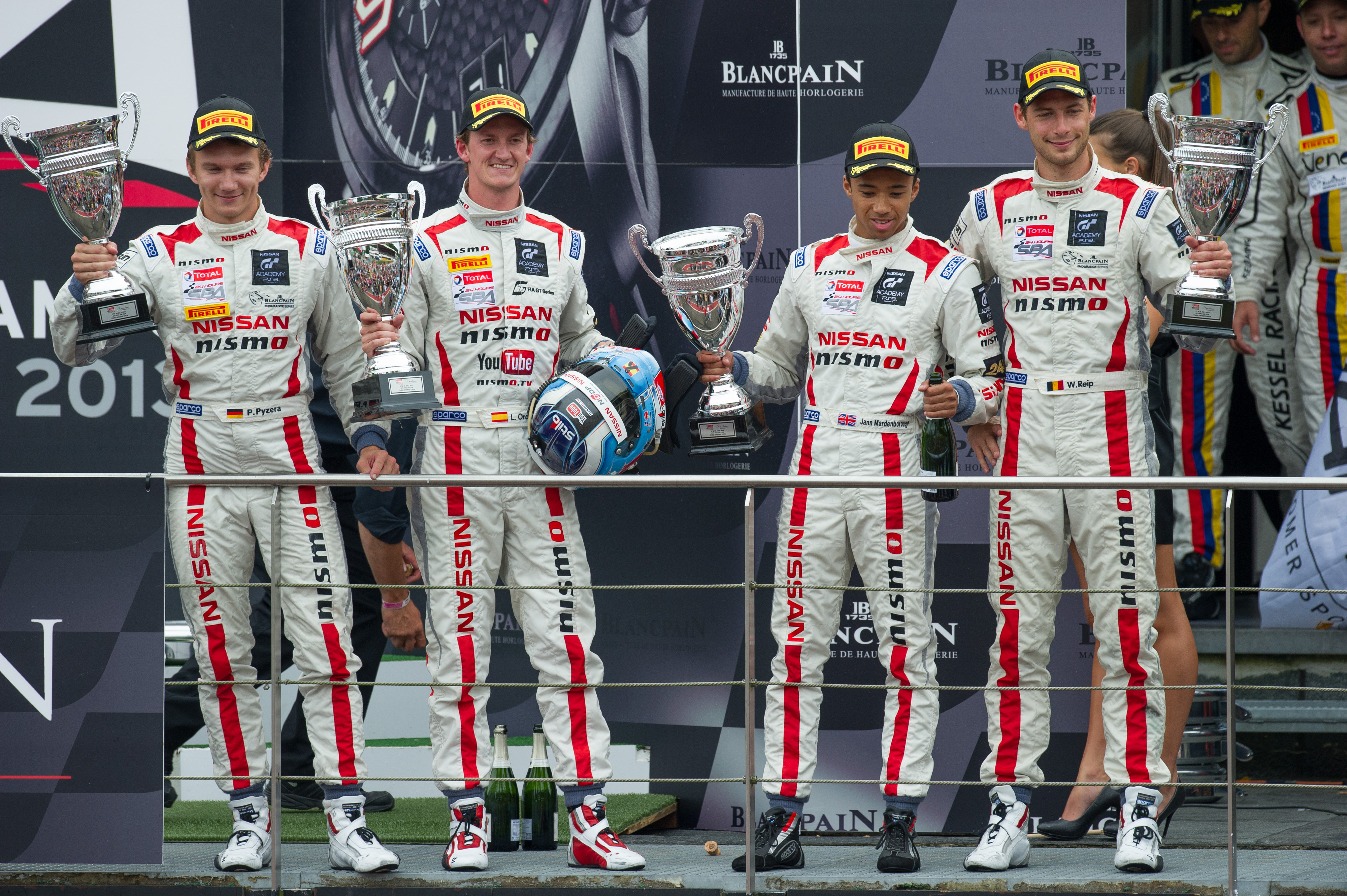
Peter Pizera, Lucas Ordonez, Jann Mardenborough et Wolfgang Reip aux 24 Heures de Spa.

Il participe aux Blancpain Endurance Series lors de la saison 2012, et réalise quatre courses avec Nissan et décroche une victoire dans le championnat GT britannique. Lors de la saison 2013, il décroche son premier podium en Blancpain Endurance Series lors des 24 Heures de Spa dans la catégorie Pro-Am Cup, mais termine septième du classement général.
Lors des 24 heures du Mans, à la suite de la disqualification d'un équipage de G-Drive Racing, Jann Mardenborough décroche la troisième place de la catégorie LMP2 avec Greaves Motorsport, sur une Zytek Z11SN-Nissan, et termine à la neuvième place du classement général des 24 Heures du Mans.
Il fait ses débuts en monoplace en 2013, termine notamment sixième du Championnat de Grande-Bretagne de Formule 3 et réalise quelques courses en Championnat d'Europe de Formule 3.

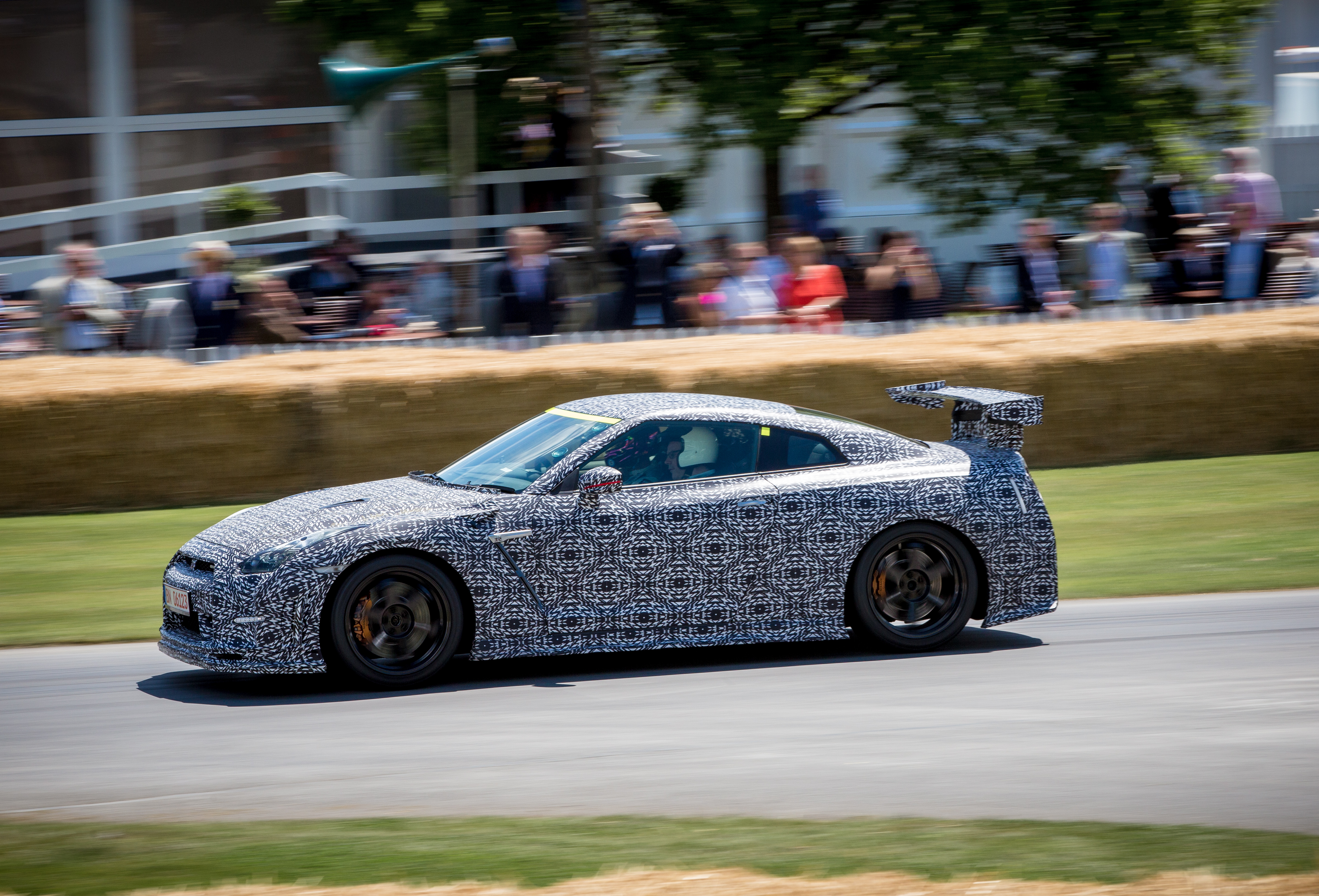
Mardenborough effectue aussi des démonstrations en public sur des GT, comme en 2014 sur le circuit de Goodwood.

Lors de la saison 2014, il participe aux Toyota Racing Series, championnat se déroulant de début janvier à début février, premier championnat de monoplaces néo-zélandais, avec Giles Team. Il remporte trois victoires et termine vice-champion de la formule, à quatre points du singapourien Andrew Tang. Mardenborough termine également cinquième de la catégorie LMP2 aux 24 heures du Mans, mais le Britannique consacre l'essentiel de sa saison à la monoplace, en participant aux GP3 Series, avec Arden International, équipe détenue par Christian Horner ; en parallèle, sans intégrer le Red Bull Junior Team, il est soutenu par Red Bull. À la mi-saison, il remporte sa première victoire en GP3 sur le circuit de Hockenheim, après avoir profité d'un problème mécanique du poleman et avoir géré l'écart sur ses poursuivants,. Il termine finalement neuvième du championnat. Durant cette saison, il réalise des essais en Formule E, championnat de monoplaces électriques, avec Virgin Racing, mais ne réalise aucune course. Les liens étroits entre Renault et Nissan permettent à Mardenborough de réaliser des essais en Formula Renault 3.5 Series, antichambre de la Formule 1. En fin de saison, il réalise ses premiers tours de roues en Super Formula, lors d'essais, et signe le deuxième temps de la session à six dixièmes de Kamui Kobayashi.

### Carrière en endurance (depuis 2015)
Après avoir participé à de nombreuses compétitions l'année précédente, Mardenborough se consacre à l'endurance avec Nissan qui fait son retour en LMP1, catégorie-reine de l'endurance, et donc au championnat du monde d'endurance FIA. En parallèle de son programme avec Nissan, Mardenborough continue le GP3 Series avec Carlin Motorsport.
Lors d'une course de VLN, championnat d'endurance allemand, Jann Mardenborough sort violemment au volant de sa Nissan GT-R : sur la Nordschleife, la voiture de Mardenborough décolle sur la bosse au virage de Flugplatz puis retombe derrière le grillage de sécurité, faisant un mort et plusieurs blessés parmi les spectateurs,.

### En Super GT
En Super GT, il évolue avec l'écurie Team Impul puis avec Kondo Racing. En janvier 2021, Nissan écarte Jann Mardenborough de l'équipe.

## Résultats en compétition automobile
- 2011 :
  - GT Academy, sur PlayStation 3, par Nissan, Champion.
  - GT4 European Cup, 1 course.

- 2012 :
  - Championnat de Grande-Bretagne GT, sixième (1 victoire).
  - Blancpain Endurance Series, 4 courses.

- 2013 :
  - Toyota Racing Series, dixième.
  - Blancpain Endurance Series, quatorzième (1 podium)
  - 24 Heures du Mans, troisième (catégorie).
  - Championnat de Grande-Bretagne de Formule 3, sixième (2 podiums).
  - Championnat d'Europe de Formule 3, 21e.

- 2014 :
  - Toyota Racing Series, vice-champion (3 victoires).
  - 24 Heures du Mans, cinquième (catégorie).
  - GP3 Series, neuvième (1 victoire).
  - Formule E (2014-2015), pilote d'essais chez Virgin Racing.
  - 2025 GT World Challenge pilote chez Haupt Racing Team sur une Ford Mustang GT3

### Résultats aux 24 Heures du Mans
| Saison | Écurie             | Voiture              | Coéquipiers                         | Classe | Tours | Pos. | Class. Pos. |
| ------ | ------------------ | -------------------- | ----------------------------------- | ------ | ----- | ---- | ----------- |
| 2013   | Greaves Motorsport | Zytek Z11SN          | Michael Krumm Lucas Ordóñez         | LMP2   | 327   | 9e   | 3e          |
| 2014   | Oak Racing         | Ligier JS P2         | Alex Brundle Mark Shulzhitskiy (en) | LMP2   | 354   | 9e   | 5e          |
| 2015   | Nissan             | Nissan GT-R LM Nismo | Olivier Pla Max Chilton             | LMP1   | 234   | Abd  | 31e         |

## Cinéma
Le film Gran Turismo (2023) s'inspire de son parcours. Il réalisera lui-même certaines cascades du film.